# جمال میرصادقی
جمال میرصادقی (زادهٔ ۱۹ اردیبهشت ۱۳۱۲) نویسنده ایرانی است. او دانش‌آموختهٔ دانشکده ادبیات و علوم انسانی دانشگاه تهران است و تا کنون حدود ۴۳ جلد کتاب، رمان، داستان بلند و نقد ادبی و مجموعه مقالات، از او منتشر شده‌است. 

## زندگی
جمال میرصادقی در ۱۹ اردیبهشت ۱۳۱۲ خورشیدی در تهران به دنیا آمد. فارغ‌التحصیل دانشکده ادبیات و علوم انسانی از دانشگاه تهران در رشته ادبیات فارسی است. جمال میرصادقی مشاغل گوناگونی داشته‌است. کارگری، معلمی، کتابدار دانشسرای تربیت معلم، کارشناس آزمون سازی در سازمان امور اداری و استخدامی کشور، مسوول اسناد قدیمی در سازمان اسناد ملی ایران و مدرس دانشگاه در رشته ادبیات و ادبیات داستانی. در دوره دراز کار نویسندگی، داستان‌های کوتاه و بلند بسیار و ده رمان نوشته‌است که برخی از آن‌ها به زبان‌های آلمانی، انگلیسی، ارمنی، ایتالیایی، روسی، رومانیایی، عبری، عربی، مجاری، هندو، اردو و چینی ترجمه شده‌اند.
جمال میر صادقی نویسنده بزرگی است که کمتر در محافل و مجالس ادبی - فرهنگی دیده شده است. آخرین حضور جمال میرصادقی در مجامع رسمی، سخنرانی در پنل ویژه اختتامیه نخستین کنفرانس ملی نمایشنامه پژوهی ایران بوده که در سخنرانی خود به «داستان در نمایشنامه» پرداخته است. وی از سنین نوجوانی شروع به نوشتن کرده‌است و اولین داستانش در سال ۱۳۳۷ در مسابقه مجله سخن که پرویز ناتل خانلری آن را منتشر می‌کرد، برنده و چاپ شد. اولین مجموعه داستان او با نام «شاهزاده خانم سبز چشم» در سال ۱۳۴۱ منتشر شده‌است. نام این کتاب در چاپ‌های بعدی به «مسافرهای شب» تغییر یافت. میرصادقی نویسنده تک رویی است که معمولاً آرام و بی سر و صدا به کار خود می‌پردازد. در سال‌های دور جلال آل احمد و ابراهیم گلستان از منتقدان سرسخت او بودند. او چند سالی است که دیگرعضو کانون نویسندگان نیست. میرصادقی ۲۸ کتاب در زمینه داستان کوتاه، رمان و پژوهش ادبی منتشر کرده‌است.
فیلم زندگی جمال میرصادقی به نام «چراغ‌ها» توسط علی زارع قنات نوی ساخته شده‌است. او اکنون در موسسه فرهنگی هنری سپندار جاودان خرد، ادبیات داستانی تدریس می کند و به عنوان رییس مدرسه داستان سپندار نیز با آن موسسه همکاری دارد. آثار اخیر او نیز در نشر آواهیا از مراکز وابسته به هلدینگ سپندار منتشر می شود.

## نوشته‌ها

### رمان
- درازنای شب، تهران: زمان، ۱۳۴۹.
- شب‌چراغ، ۱۳۵۵.
- بادها خبر از تغییر فصل می‌دادند، ۱۳۶۴.
- آتش از آتش، ۱۳۶۵.
- کلاغ‌ها و آدم‌ها، ۱۳۶۸.
- اضطراب ابراهیم، ۱۳۸۲.
- زندگی را به آواز بخوان، ۱۳۸۳.
- دختری با ریسمان نقره‌ای، ۱۳۸۶.
- دندان گرگ، ۱۳۸۷.
- دو چراغ آبی روشن، تهران: اشاره، ۱۳۹۲.
- رهایی، تهران: اشاره، ۱۳۹۲.
- مادر و عشق و دیگر هیچ، تهران: قطره، ۱۳۹۳.
- دنیای همه‌رنگ، تهران: اشاره، ‏‫۱۳۹۳.
- اینگرید، نازنین آلمانی، تهران: آواهیا، ۱۳۹۹.
- صدای شکستن می‌آمد، تهران: آواهیا، ۱۳۹۹.
- سرزمین رویاها، تهران: فرهنگ معاصر، ۱۳۹۹.

آن سوی مرگ

### داستان کوتاه (مجموعهٔ داستان)
- شاهزاده‌خانم سبزچشم، تهران: چاپ بهمن، ۱۳۴۱؛ تجدیدچاپ با عنوان مسافرهای شب، تهران: رز‏‫، ۱۳۵۰.‭‬
- چشم‌های من خسته، ت‍ه‍ران‌: مؤسسه مطبوعاتی اشرفی‏‫، ۱۳۴۵.‬
- شب‌های تماشا و گل زرد، تهران: نیل، ۱۳۴۷.
- این شکسته‌ها (داستان‌های به‌هم پیوسته)، ت‍ه‍ران‌: رز‏‫، ۱۳۵۰؛ تجدیدچاپ، ت‍ه‍ران‌: م‍ج‍ال‌، ۱۳۸۵.‬
- این‌سوی تل‌های شن، چاپخش‏‫‏‏، ۱۳۵۲.
- نه آدمی، نه صدایی، تهران: رز، ۱۳۵۴.
- دوالپا، تهران: بی‌نا، ۱۳۵۷.
- هراس، تهران: بی‌نا ۱۳۵۷؛ تجدیدچاپ، تهران: تاریخ ایران، ۱۳۷۱.
- پشه‌ها، مشهد: بی‌نا، ۱۳۶۸؛ تجدید چاپ، تهران: مجال، ۱۳۸۴؛ اشاره: ۱۳۹۸.
- آوازه‍ا: م‍ج‍م‍وع‍ه‌ س‍ی‌ داس‍ت‍ان‌ از س‍ه‌ ک‍ت‍اب‌ ن‍ه‌ آدم‍ی‌، ن‍ه‌ ص‍دای‍ی‌، ای‍ن‌ س‍وی‌ ت‍ل‌ه‍ای‌ ش‍ن‌، دوال‍پ‍ا (داس‍ت‍ان‌ه‍ای‌ آق‍ای‌ وث‍اق‍ی‌)، تهران: سخن، ۱۳۷۷.
- روشنان، تهران: اشاره، ۱۳۷۹.
- زن‍دگ‍ی‌ را ب‍ه‌ آواز ب‍خ‍وان‌، ت‍ه‍ران‌: ن‍ی‍ل‍وف‍ر، ۱۳۸۲.
- نام تو آبی است، تهران: اشاره، ۱۳۸۸.
- سپیده‌دمان: بازخوانی و ویرایش جدید مسافرهای شب، چشم‌های من، خسته، شب‌های تماشا و گل زرد، تهران: نیلوفر‏‫‬، ۱۳۹۴.
- آرام بگیر عزیزم، تهران: آواهیا، ۱۳۹۹.
- بچه‌های آفتاب و داستان‌های دیگر، تهران: آواهیا، ‏‫۱۳۹۹.
- گل‌های لاله عباسی و داستان‌های دیگر با تفسیر، تهران: آواهیا، ۱۳۹۹.
- دیگه مثه تختی نمی‌آد، تهران: آواهیا، ۱۳۹۹.
- شهرزاد و مرگ و داستان‌های دیگر، تهران: لوگوس، ۱۴۰۰.

دیوار

### نمایشنامه
- رسم زمانه عوض شده، بی‌نا، بی‌تا.
- چه کسی دنبال آقای هنرور می‌رود؟،‌ تهران: قطره، ۱۳۹۳.

### جستار، نقد ادبی
- ق‍ص‍ه‌، داس‍ت‍ان‌ ک‍وت‍اه‌، رم‍ان‌: م‍طال‍ع‍ه‌ای‌ در ش‍ن‍اخ‍ت‌ ادب‍ی‍ات‌ داس‍ت‍ان‍ی‌ و ن‍گ‍اه‍ی‌ ک‍وت‍اه‌ ب‍ه‌ داس‍ت‍ان‌ن‍وی‍س‍ی‌ م‍ع‍اص‍ر ای‍ران‌، تهران: آگاه، ۱۳۶۰
- عناصر داستان، پژوهشی در اجزای داستان، ۱۳۶۴.
- ادبیات داستانی، چاپ اول با عنوان قصه، داستان کوتاه، رمان، پژوهشی در انواع داستان، ۱۳۵۹.
- داستان و ادبیات، جستارهایی در زمینهٔ ادبیات تخیلی، ۱۳۷۰.
- واژه‌نامهٔ هنر داستان‌نویسی، با همکاری میمنت میرصادقی (ذوالقدر)، ۱۳۷۷.
- پیش‌کسوت‌های داستان کوتاه جهان، گوگول، پو، موپاسان، چخوف، همینگوی، به اضافهٔ داستان‌هایی از آن‌ها،‌ ۱۳۷۸ (با تجدیدنظر، تهران: نیلوفر: ۱۳۹۴).
- داستان‌نویس‌های نام‌آور معاصر ایران، بررسی آثار سی‌ویک نویسنده نسل اول و دوم ایران از آغاز تا انقلاب، ۱۳۸۲.
- ش‍ن‍اخ‍ت‌ داس‍ت‍ان‌: ب‍ه‌‌ض‍م‍ی‍م‍ه‌ واژه‌ن‍ام‍ه‌ اص‍طلاح‍ات‌ ادب‍ی‍ات‌ داس‍ت‍ان‍ی‌، ۱۳۸۳.
- عرق‌ریزان روح، توصیه‌هایی به نویسنده‌های جوان، جستارهایی در زمینهٔ داستان، تهران: نیلوفر‏‫، ۱۳۸۸.‬
- راهنمای رمان‌نویسی، تدارک برای نوشتن رمان، ۱۳۸۹.
- زاویه دید در داستان، ارائه زاویه دیدهای گوناگون برای نوشتن داستان با آوردن داستان‌های متناسب، ۱۳۹۱.
- دو کتاب (مجموعهٔ دو کتاب داستان و ادبیات، و شناخت داستان با تجدیدنظر و افزوده‌ها)، نگاه: ۱۳۹۱.
- داستان و داستان‌نویس، جستارهایی در ارتباط داستان با داستان‌نویس، تهران: نیلوفر، ‏‫‬‏‬‏۱۳۹۱.
- داستان‌های خیالی (علمی خیالی، خیال و وهم (فانتزی)، پژوهشی در انواع داستان، تهران: سخن، ۱۳۹۲.
- چگونه می‌توان داستانویس شد؟ به‌ضميمۀ واژه‌نامه اصطلاحات ادبيات داستانی، تهران: سخن، ۱۳۹۴.
- داستان‌های پلیسی (کارآگاهی، جنایی و پلیسی) به‌ضمیمۀ واژه‌نامه اصطلاحات ادبیات داستانی، تهران: سخن، ۱۳۹۴.
- فرهنگ داستان‌نویسان: شیوه‌های روایت تشریحی داستان‌نویسی، تهران: فرهنگ معاصر‏‫، ۱۳۹۷.‬‬‬‬
- داستان‌های نوین: جستارهایی دز قلمرو ادبیات با شاهدهای داستانی، تهران: آواهیا، ۱۳۹۹.

### داستان برای نوجوانان
- چه دنیای قشنگی (مجموعۀ داستان)، ۱۳۶۴.

### ترجمه
- آن‌سوی پرچین، مجموعه نه داستان کوتاه از نویسندگان جهان، با همکاری محمود کیانوش، ۱۳۵۲.
- جهان داستانِ غرب (ترجمهٔ داستان‌هایی از نویسنده‌های غربی با تفسیر)، ۱۳۷۲.

### منتخبات
- چراغ‌ها، مجموعهٔ داستان (در انتظار مجوز)
- پیش از آن که خبر شوی، عاشق شده‌ای، رمان (در انتظار مجوز، منتشرشده در امریکا)
- هورسان‌ها، رمان (منتشرشده در آمریکا)
- عاشقانه‌ها و سراب‌ها (پنجاه‌وپنج داستان کوتاه)، مجموعهٔ داستان (در انتظار مجوز)
- جهان داستان ایران، با تجدیدنظر (در انتظار مجوز)
- نویسنده‌های نام اور معاصر، با تجدیدنظر (در انتظار مجوز)
- زاویه دید در قصه‌ها و رمانس‌ها و انواع قصه‌های فارسی (در انتظار مجوز)
- سرزمین رؤیاها
- شیوه‌های روایت

- پیش از آنکه خبر شوی، عاشق شده‌ای، رمان (در انتظار مجوز، منتشرشده در امریکا)
- هورسان‌ها، رمان (منتشرشده در آمریکا)
- سرزمین رؤیاها
- شیوه‌های روایت
- جهان داستان ایران، با تجدیدنظر (در انتظار مجوز)
- چراغ‌ها، مجموعهٔ داستان (در انتظار مجوز)
- زاویه دید در قصه‌ها و رمانس‌ها و انواع قصه‌های فارسی (در انتظار مجوز)
- نویسنده‌های نام‌آور معاصر، با تجدیدنظر (در انتظار مجوز)
- عاشقانه‌ها و سراب‌ها (پنجاه‌وپنج داستان کوتاه)، مجموعهٔ داستان (در انتظار مجوز)
- زنان داستان‌نویس نسل سوم، ۶۶ داستان با تفسیر (در انتظار مجوز)

- ع‍ن‍اص‍ر داس‍ت‍ان‌: م‍ف‍ه‍وم‌ داس‍ت‍ان‌، درون‍م‍ای‍ه‌، م‍وض‍وع‌، ح‍ق‍ی‍ق‍ت‌ م‍ان‍ن‍دی‌...، تهران: شفا، ۱۳۶۴؛ با تجدیدنظر و افزوده‌ها، تهران: سخن، ۱۳۷۶.
- جهان داستان ایران، جلد اول، داستان‌هایی از هشت نویسنده نسل اول جمال‌زاده، هدایت، بزرگ علوی، چوبک، به‌آذین (اعتمادزاده)، آل‌احمد، گلستان، دانشور با تفسیر، ۱۳۸۲.
- گفتگوها، مجموعهٔ مصاحبه‌ها، ۱۳۸۵.
- جهان داستان ایران، جلد دوم، داستان‌هایی ازبیست دو نویسنده نسل دوم با تفسیر، ۱۳۸۶.
- بیست‌وسه داستان، از داستان‌نویس‌های امروز ایران با تفسیر، ۱۳۸۷.
- ادبیات داستانی با تجدیدنظر و افزوده‌ها.
- گفتگوها (جلد اول و دوم) همراه با پانزده داستان کوتاه، با سلاخی ممیزی و حذف یک داستان.
- جهان داستان غرب، با افزوده‌ها با سلاخی و حذف یک داستان (دهانت قشنگ و چشم‌هایت سبز) نوشتهٔ سلینجر.
- بیست با بیست و سه داستان با سلاخی و حذف دو داستان
- آن‌سوی مرگ

### اسفار مشکوک
- رهسپار، مهران (۱۳۶۶). «اجاره‌نشین‌ها، تصویری کوچک از دنیای بزرگ». مفید (۳). (چاپ‌های دیگر در کتاب‌های مجموعهٔ مقالات در معرفی و نقد آثار داریوش مهرجویی و داریوش مهرجویی: نقد آثار از الماس ۳۳ تا هامون)

### منتخبات
- داستان‌های منتخب جمال میرصادقی
- برگزیدهٔ داستان‌ها
- سپیده دمان (مسافرهای شب، چشم‌های من خسته، شب‌های تماشا و گل زرد) مجموعهٔ داستان‌های پیش ار انقلاب با حذف سه داستان (بابا، فاجعه و کوچه‌ای به نام بهشت رویان)
- این سی تا، داستان‌های انتشاریافته و نیافته، مجموعهٔ داستان (انتشار در آمریکا)
- هشتگانه، مجموعهٔ ۱۰۷ داستان کوتاه بازنویسی‌شده. (در اتتظار مجوز)
- عاشقانه، مجموعهٔ ۵۵ داستان کوتاه بازنویسی‌شده. (در انتظار مجوز)